# NIAGARA TRIANGLE Vol.1
《NIAGARA TRIANGLE Vol.1》은 1976년 3월 25일에 발매된 일본의 슈퍼그룹 나이아가라 트라이앵글 (오타키 에이이치, 야마시타 타츠로, 이토 긴지)의 첫 번째 스튜디오 음반이다.

## 배경
1973년 당시 오타키 에이이치의 나이아가라 구상은 노벨티 타입의 코코나츠 뱅크, 오타키 에이이치의 팝, 슈가 베이브의 멜로디 타입 중심이라는 삼위일체 구상이었다. 1974년 9월 분배 회사도 일렉 레코드로 결정됐고 1975년 4월 《SONGS》, 5월 《NIAGARA MOON》이 나오면서 비로소 레이블로서의 본격적인 활동이 시작됐는데 그 때 일렉 레코드가 도산해 결국 1976년 일본 컬럼비아와 신계약을 체결했다. 그때까지 몸담았던 시티뮤직도 해체, 그때 설립한 것이 더 나이아가라 엔터프라이즈였다.
《SONGS》, 《NIAGARA MOON》과 연속 발매된 후의 6월 9일, 당시의 나이아가라에서 음반 제작과 함께 또 하나의 기간 활동이 된 라디오 프로그램 《고 고 나이아가라》가 시작해, 그 최초의 게스트로서 이토 긴지, 야마시타 타츠로를 맞이한 것이 제16회 (9월 29일) 제17회 (10월 6일)이다. 이 프로그램이 계기가 되어, 종료 후에 "트라이앵글 기획"을 제안했다. 오타키에게 있어서는 새로운 회사를 만들어, 새롭게 컬럼비아와 계약하기 때문에, 그 첫 번째 탄으로 1973년부터 지금까지의 3명의 활동을 기록해 두고 싶다는 생각의 제안이었다. 코코나츠 뱅크는 1973년 9월에 해체되었고 슈가 베이브도 음반 1장으로 레이블과의 계약을 종료했기 때문에 1976년 계약 시점에서 나이아가라의 아티스트는 오타키 혼자만 되어 있었기 때문에 컬럼비아로서는 첫 번째 음반이었지만 나이아가라 구상의 사실상 마지막 음반이었다.
2013년 3월 20일, 오타키와 나이아가라 레이블의 악곡이 각 음원 사이트에서 일제히 전달되었으며, 본작도 오리지널 음반 수록 11곡이 전달되었다.

## 곡 목록
| #  | 제목                                            | 작사·작곡                        | 재생 시간 |
| -- | ----------------------------------------------- | -------------------------------- | --------- |
| 1. | 〈드리밍 데이 (ドリーミング・デイ)〉            | 오오누키 타에코, 야마시타 타츠로 | 4:25      |
| 2. | 〈퍼레이드 (パレード)〉                         | 야마시타 타츠로                  | 5:17      |
| 3. | 〈너무 늦은 이별 (遅すぎた別れ)〉               | 이토 긴지, 오타키 에이이치       | 4:26      |
| 4. | 〈일사병 (日射病)〉                             | 이토 긴지                        | 3:54      |
| 5. | 〈코코넛 홀리데이 '76 (ココナツ・ホリデイ'76)〉 | 이토 긴지                        | 7:13      |

| #  | 제목                                 | 작사·작곡                      | 재생 시간 |
| -- | ------------------------------------ | ------------------------------ | --------- |
| 1. | 〈행복하게 안녕 (幸せにさよなら)〉   | 이토 긴지                      | 4:28      |
| 2. | 〈신 무뢰배의 거리 (新無頼横町)〉    | 이토 긴지                      | 4:43      |
| 3. | 〈플라잉 키즈 (フライング・キッド)〉 | 요시다 미나코, 야마시타 타츠로 | 4:00      |
| 4. | 〈FUSSA STRUT Part-1〉               | 오타키 에이이치                | 4:59      |
| 5. | 〈새벽녘의 해변 (夜明け前の浜辺)〉   | 오타키 에이이치                | 4:27      |
| 6. | 〈나이아가라 온도 (ナイアガラ音頭)〉 | 오타키 에이이치                | 3:12      |